# كيشا موريس
كيشا موريس (بالإنجليزية: Keisha Morris)‏ هي ممثلة أمريكية، ولدت في 10 يوليو 1974.

## وصلات خارجية
- كيشا موريس على موقع IMDb (الإنجليزية)